# سيدريك موريس

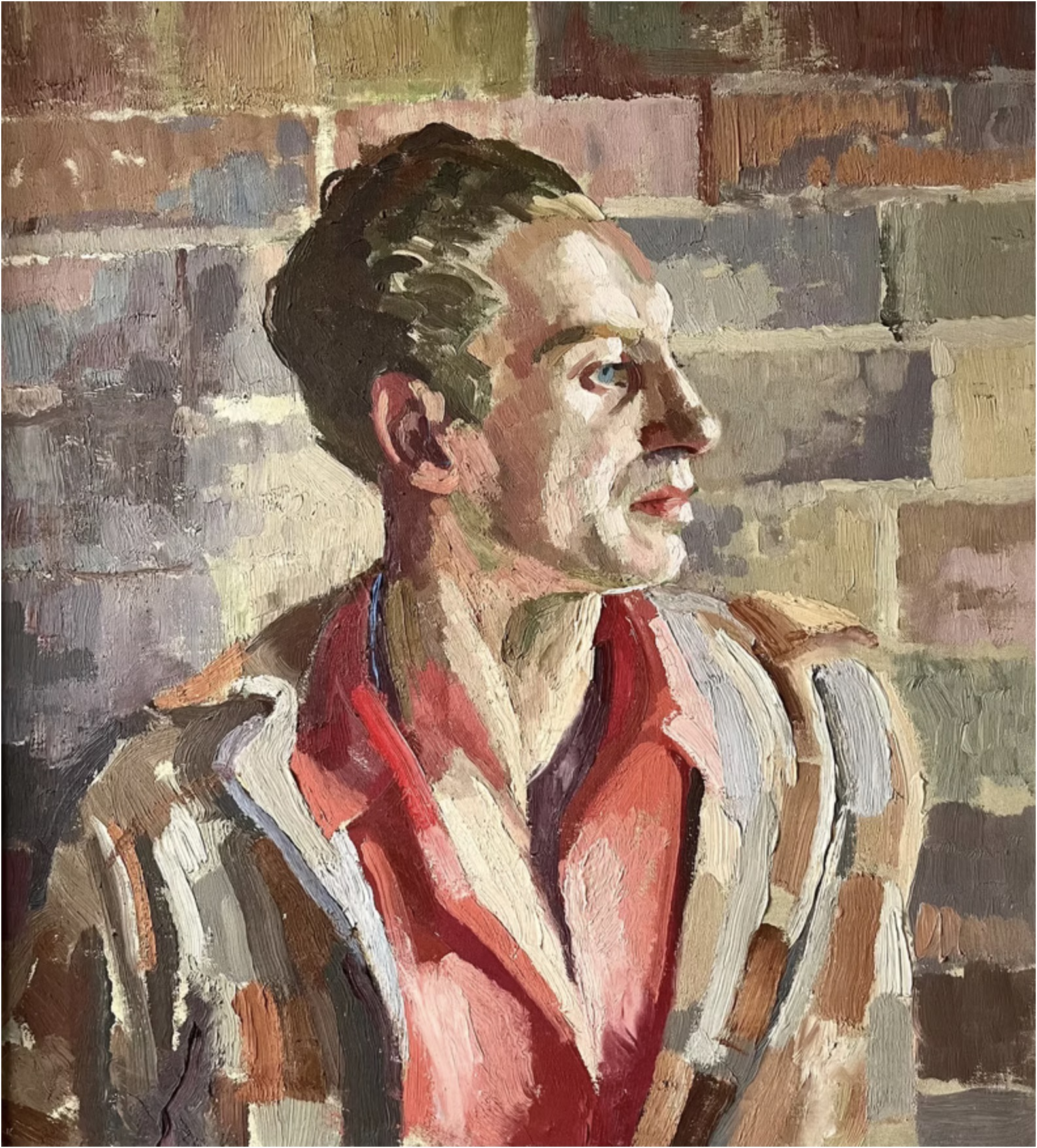
فيفيان غريبل ١٨٨٨-١٩٣٢ سيدريك موريس فور دير باوند فارم، هايغام، سوفولك، حوالي عام ١٩٣٠

السير سيدريك لوكوود موريس، البارون التاسع (11 ديسمبر 1889 - 8 فبراير 1982) كان فنانًا بريطانيًا ومعلم فنون ورجل نباتات . ولد في سوانسي فيجنوب ويلز ، لكنه عمل بشكل رئيسي في شرق أنجليا . كفنان اشتهر بصوره الشخصية و رسومات الزهور و المناظر الطبيعية .
1. ↑  الغرباء، رونالد بليث (2008) كتب بلاك دوج (ردمك 978-0-9549286-5-0)
2. ↑   https://www.workwithdata.com/person/cedric-morris-bt-1889. اطلع عليه بتاريخ 2024-12-05. {{استشهاد ويب}}: |url= بحاجة لعنوان (مساعدة) والوسيط |title= غير موجود أو فارغ (من ويكي بيانات) (مساعدة)
3. ↑  المنظور الجنسي: المثلية الجنسية والفن في آخر 100 عام في الغرب بقلم إيمانويل كوبر، ص. 88</المرجع>

المدرسة الأم
مدرسة شارترهاوس  [لغات أخرى]‏  

المهنة
رسام، ومصمم، وفنان<ref name='wikidata-8522648fddb797e3b67dbf5a4ec584022dd76c03'> https://www.workwithdata.com/person/cedric-morris-bt-1889. اطلع عليه بتاريخ 2024-12-05. {{استشهاد ويب}}: |url= بحاجة لعنوان (مساعدة) والوسيط |title= غير موجود أو فارغ (من ويكي بيانات) (مساعدة)